# دو مادر (مجموعه تلویزیونی)
دو مادر (انگلیسی: Two Mothers; کره‌ای: 뻐꾸기 둥지) یک مجموعه تلویزیونی کره جنوبی سال ۲۰۱۴ با بازی جانگ سئو هی و لی چه-یونگ است. این مجموعه از ۳ ژوئن تا ۷ نوامبر ۲۰۱۴، روزهای دوشنبه تا جمعه ساعت ۱۹:۵۰ (کی‌اس‌تی) از کی‌بی‌اس۲ برای ۱۰۲ قسمت پخش شد.